# För Lydia
För Lydia är en roman av Gun-Britt Sundström från 1973.
Den är en parafras på Hjalmar Söderbergs Den allvarsamma leken, men i För Lydia ses allting ur kvinnans perspektiv och denna gång sträcker den sig över årtiondena i mitten av 1900-talet.